# Черов, Василий Сергеевич
Василий Сергеевич Черов (род. 13 января 1996, Славянск-на-Кубани, Краснодарский край) — российский футболист, защитник новороссийского «Черноморца».

## Биография
Воспитанник ДЮСШ «Олимп» Славянск-на-Кубани и академии «Краснодара». С 2013 года играл за дубль «Краснодара», с 2014 года — во втором дивизионе за вторую команду. В июле — августе 2016 года провёл три игры, находясь в аренде в команде ФНЛ «Химки». Играл в командах первенства ПФЛ «Афипс» (2017/18), «Дружба» Майкоп (2018/19), «Черноморец» Новороссийск (2019/20), «Урожай»/«Кубань» Краснодар (2019/20 — 2020/21). В конце декабря 2020 года перешёл в команду ФНЛ «Факел» Воронеж, в составе которого занял второе место в первом дивизионе ФНЛ 2021/22.
30 августа 2024 года вернулся в новороссийский «Черноморец», подписав двухгодичный контракт.

## Достижения
«Сборная России»
- Серебряный призёр чемпионата Европы 2015 года в возрастной категории до 19 лет

«Факел»
- Серебряный призёр Первого дивизиона: 2021/22